# Кузнечиха (Тотемский район)
Кузнечиха — деревня в Тотемском районе Вологодской области.
Входит в состав Толшменского сельского поселения, с точки зрения административно-территориального деления — в Никольский сельсовет.
Расположена на правом берегу реки Пихтеница. Расстояние по автодороге до районного центра Тотьмы — 97 км, до центра муниципального образования села Никольское — 4 км. Ближайшие населённые пункты — Воротишна, Камешкурье, Фатьянка.
По данным переписи в 2002 году постоянного населения не было.